# Djungelpartisaner
Djungelpartisaner (engelska: Back to Bataan) är en amerikansk långfilm från 1945 i regi av Edward Dmytryk, med John Wayne, Anthony Quinn, Beulah Bondi och Fely Franquelli i rollerna. Filmen bygger till viss del på de verkliga händelser som hände på Filippinerna under andra världskriget.

## Handling
När amerikanska styrkor under General MacArthur tvingas dra sig ut ifrån Bataan stannar Överste Joseph Madden (John Wayne) kvar. Han ska försöka organisera gerillakrigare för att slåss mot de japanska styrkor som ockuperar Filippinerna. Madden samarbetar med filippinska motståndsmän för att frita krigsfångar.
En av Maddens officerare, Kapten Andrés Bonifácio (Anthony Quinn) är inte bara sonson till den filippinska nationalhjälten Andrés Bonifacio, men hans före detta flickvän Dalisay Delgado (Fely Franquelli) verkar samarbeta med japanerna genom att sända propaganda över deras radio.

## Rollista
| John Wayne       | – Col. Joseph Madden     |
| Anthony Quinn    | – Capt. Andrés Bonifácio |
| Beulah Bondi     | – Bertha Barnes          |
| Fely Franquelli  | – Dalisay Delgado        |
| Richard Loo      | – Maj. Hasko             |
| Philip Ahn       | – Col. Coroki            |
| Alex Havier      | – Sgt. Bernessa          |
| 'Ducky' Louie    | – Maximo Cuenca          |
| Lawrence Tierney | – Lt. Cmdr. Waite        |
| Leonard Strong   | – Gen. Homma             |
| Paul Fix         | – Bindle Jackson         |

## Produktion
RKO Pictures lånade in Anthony Quinn ifrån Twentieth Century Fox där han var under kontrakt.
Filmen var i stort sett färdigställd under 1944, då amerikanerna landsteg på ön Leyte för att till slut återta Filippinerna. Producenterna beslöt sig för att producera nytt material som tog med dessa händelser i filmen.